# Митропа куп 1984.
Митропа куп 1983. је било 42. издање клупског фудбалског такмичења Митропа купа.
Такмичење је трајало од 18. октобра 1983. до 25. априла 1984. године. Учествовале су четири екипе из Аустрије, Мађарске, Чехословачке и СФР Југославије. Играло се у једној групи, свако са сваким по две утакмице. Није било финалне утакмице него је првак групе био и победник купа за 1984. годину.

## Резултати
| Клуб      | Аустрија | Социјалистичка Федеративна Република Југославија | Чехословачка | Мађарска |
| --------- | -------- | ------------------------------------------------ | ------------ | -------- |
| Ајзенштат | –        | 4:2                                              | 1:1          | 2:1      |
| Приштина  | 3:3      | –                                                | 2:0          | 4:2      |
| Теплице   | 4:1      | 1:1                                              | –            | 3:2      |
| Вашаш     | 1:2      | 1:1                                              | 2:1          | –        |

| Табела       | ИГ | Д | Н | И | ГД | ГП | ГР | Бод. |
| ------------ | -- | - | - | - | -- | -- | -- | ---- |
| 1. Ајзенштат | 6  | 3 | 2 | 1 | 13 | 12 | +1 | 8    |
| 2. Приштина  | 6  | 2 | 3 | 1 | 13 | 11 | +2 | 7    |
| 3. Теплице   | 6  | 2 | 2 | 2 | 10 | 9  | +1 | 6    |
| 4. Вашаш     | 6  | 1 | 1 | 4 | 9  | 13 | -4 | 3    |

| Освајач Митропа купа 1983. |
| -------------------------- |
| Ајзенштат 1. Титула        |